# Agrostemma
Agrostemma es un género de plantas con flores, de la familia Caryophyllaceae. Su miembro más conocido es  Agrostemma githago, que es nativo de Europa pero que hoy se ha extendido por todo el mundo. Agrostemma gracile es únicamente encontrado en el centro de Grecia, cerca de la ciudad de Farsalia. Comprende 51 especies descritas y de estas, solo 2 aceptadas.

## Taxonomía
El género fue descrito por Carlos Linneo y publicado en Species Plantarum 1: 435. 1753. La especie tipo es: Agrostemma githago L.
Etimología
Agrostemma: nombre genérico que deriva de las palabras griegas: agros = "campo" y stemma = "corona o guirnalda".

## Especies aceptadas
A continuación se brinda un listado de las especies del género Agrostemma aceptadas hasta octubre de 2014, ordenadas alfabéticamente. Para cada una se indica el nombre binomial seguido del autor, abreviado según las convenciones y usos.
- Agrostemma brachyloba (Fenzl) K.Hammer
- Agrostemma githago L.